# (9950) ESA
(9950) ESA (1990 VB) – planetoida z grupy Amora okrążająca Słońce w ciągu 3,82 lat w średniej odległości 2,44 j.a. Odkryta 8 listopada 1990 roku.